# Будапештская дюжина
«Будапештская дюжина» (венг. Budapesti tizenkettő) — список из 12 венгерских фильмов, признанных лучшими за период с 1948 по 1968 год.
Международная федерация кинокритиков (FIPRESCI) провела свою ежегодную конференцию в Будапеште в 1968 году, в 20-ю годовщину национализации венгерской киноиндустрии.
По этому случаю члены отдела кино и кинокритики Ассоциации венгерских кинематографистов тайным голосованием выбирал 12 лучших фильмов.
Это было своеобразное подражание «Брюссельской дюжине» — списку двенадцати художественных фильмов выбранных лучшими в мире на Всемирной выставке 1958 года в Брюсселе.
Отобранные фильмы были показаны в ходе Недели венгерского кино и год спустя транслировалась по Венгерскому общественному телевидению.
«Будапештская дюжина» фильмов (1968):
1. 1948 — Пядь земли / Talpalatnyi föld, режиссёр Фридьеш Бан
2. 1966 — Без надежды / Szegénylegények, режиссёр Миклош Янчо
3. 1956 — Карусель / Körhinta, режиссёр Золтан Фабри
4. 1966 — Холодные дни / Hideg napok, режиссёр Андраш Ковач
5. 1955 — Будапештская весна / Budapesti tavasz, режиссёр Феликс Мариашши
6. 1956 — Господин учитель Ганнибал / Hannibál tanár úr, режиссёр Злотан Фабри
7. 1957 — В солдатском мундире / Bakaruhában, режиссёр Имре Фехер
8. 1958 — Домик под скалами / Ház a sziklák alatt, режиссёр Карой Макк
9. 1965 — Десять тысяч дней / Tízezer nap. режиссёр Ференц Коша
10. 1964 — Кто их рассудит? / Sodrásban, режиссёр Иштван Гааль
11. 1965 — Младший сержант и другие / A tizedes meg a többiek, режиссёр Мартон Келети
12. 1966 — Отец / Apa, режиссёр Иштван Сабо

В 2000 году Альянс венгерских кинематографистов и телевизионных режиссеров совместно с отделом кинокритики и телевизионной критики Национальной ассоциации венгерских журналистов проголосовали за фильмы, которые они считают лучшими в истории венгерского кино, с учётом прошедших почти 30 лет, при этом в этот список попали четыре фильма из предыдущего списка.
«Будапештская дюжина» фильмов (2000):
1. 1966 — Без надежды / Szegénylegények, режиссёр Миклош Янчо
2. 1971 — Любовь / Szerelem, режиссёр Карой Макк
3. 1971 — Синдбад / Szindbád, режиссёр Золтан Хусарик
4. 1942 — Люди в Альпах / Emberek a havason, режиссёр Иштван Сёч
5. 1947 — Где-то в Европе / Valahol Európában, режиссёр Геза фон Радваньи
6. 1982 — Время останавливается / Megáll az idö, режиссёр Петер Готар
7. 1931 — Лакей Ипполит / Hyppolit, a lakáj, режиссёр Стив Секели
8. 1956 — Карусель / Körhinta, режиссёр Золтан Фабри
9. 1979 — Маленький Валентино / A kis Valentinó, режиссёр Андраш Елеш
10. 1989 — Мой XX век / Az én XX. századom, режиссёр Ильдико Эньеди
11. 1966 — Отец / Apa, режиссёр Иштван Сабо
12. 1956 — Господин учитель Ганнибал / Hannibál tanár úr, режиссёр Злотан Фабри